# Route nationale 828
Die Route nationale 828, kurz N 828 oder RN 828, war eine französische Nationalstraße, die von 1933 bis 1973 zwischen Mantes-la-Jolie und der N23 südlich von Coulonges-les-Sablons verlief. Innerhalb von Dreux war sie auf einem kurzen Stück durch die N12 und N154 unterbrochen. Ihre Länge betrug 102 Kilometer.